# FIBA AmeriCup femenina
FIBA AmeriCup femenina (antes Campeonato FIBA Américas Femenino) es el campeonato de baloncesto organizado por la FIBA Américas, representante en el continente americano de la Federación Internacional de Baloncesto en el que compiten selecciones nacionales de baloncesto de Sudamérica, Centroamérica y Norteamérica. Se celebra cada dos años variando su objetivo. Sirve para decidir las selecciones nacionales que, representando al continente americano, participarán en la siguiente edición de la Copa Mundial o los Juegos Olímpicos. Para diferenciarlos se los suele denominar "pre-olímpico" y "pre-mundial".

## Historial
| Año                    | Partido por la medalla de oro | Partido por la medalla de oro | Partido por la medalla de oro | Partido por la medalla de bronce | Partido por la medalla de bronce | Partido por la medalla de bronce |
| Año                    | Oro                           | Resultado                     | Plata                         | Tercer lugar                     | Resultado                        | Cuarto lugar                     |
| ---------------------- | ----------------------------- | ----------------------------- | ----------------------------- | -------------------------------- | -------------------------------- | -------------------------------- |
| São Paulo 1989         | Cuba                          | 87 - 84                       | Brasil                        | Canadá                           | 71 - 63                          | Estados Unidos                   |
| São Paulo 1993         | Estados Unidos                | 106 - 92                      | Brasil                        | Canadá                           | 61 - 54                          | Cuba                             |
| Hamilton 1995          | Canadá                        | 80 - 73                       | Cuba                          | Puerto Rico                      | Sistema de liga                  | Argentina                        |
| São Paulo 1997         | Brasil                        | 101 - 95                      | Estados Unidos                | Cuba                             | 81 - 77                          | Argentina                        |
| La Habana 1999         | Cuba                          | 90 - 87                       | Brasil                        | Canadá                           | 80 - 37                          | México                           |
| São Luís 2001          | Brasil                        | 88 - 83                       | Cuba                          | Argentina                        | Sistema de liga                  | Canadá                           |
| Culiacán 2003          | Brasil                        | 90 - 81                       | Cuba                          | Canadá                           | 71 - 34                          | México                           |
| Hato Mayor 2005        | Cuba                          | Sistema de liga               | Brasil                        | Canadá                           | Sistema de liga                  | Argentina                        |
| Valdivia 2007          | Estados Unidos                | 101 - 71                      | Cuba                          | Brasil                           | 73 - 41                          | Argentina                        |
| Cuiabá 2009            | Brasil                        | 71 - 48                       | Argentina                     | Canadá                           | 59 - 49                          | Cuba                             |
| Neiva 2011             | Brasil                        | 74 - 33                       | Argentina                     | Canadá                           | 59 - 46                          | Cuba                             |
| Xalapa 2013            | Cuba                          | 79 - 71                       | Canadá                        | Brasil                           | 66 - 56                          | Puerto Rico                      |
| Edmonton 2015          | Canadá                        | 82 - 66                       | Cuba                          | Argentina                        | 66 - 59                          | Brasil                           |
| Buenos Aires 2017      | Canadá                        | 67 - 65                       | Argentina                     | Puerto Rico                      | 75 - 68                          | Brasil                           |
| San Juan 2019          | Estados Unidos                | 67 - 46                       | Canadá                        | Brasil                           | 95 - 66                          | Puerto Rico                      |
| San Juan 2021          | Estados Unidos                | 74 - 59                       | Puerto Rico                   | Brasil                           | 87 - 82                          | Canadá                           |
| León 2023              | Brasil                        | 69 - 58                       | Estados Unidos                | Canadá                           | 80 - 73                          | Puerto Rico                      |
| Santiago de Chile 2025 | Estados Unidos                | 92 - 84                       | Brasil                        | Canadá                           | 76 - 75 T.E.                     | Argentina                        |

## Medallero
| Pos. | Selección      |   |   |   | Total |
| ---- | -------------- | - | - | - | ----- |
| 1    | Brasil         | 6 | 4 | 4 | 14    |
| 2    | Estados Unidos | 5 | 2 | 0 | 7     |
| 3    | Cuba           | 4 | 5 | 1 | 10    |
| 4    | Canadá         | 3 | 2 | 9 | 14    |
| 5    | Argentina      | 0 | 3 | 2 | 5     |
| 6    | Puerto Rico    | 0 | 1 | 2 | 3     |

- Actualizado hasta 2025.